# Uttar Goara
Uttar Goara é uma vila no distrito de Barddhaman, no estado indiano de Bengala Ocidental.

## Demografia
Segundo o censo de 2001, Uttar Goara tinha uma população de 6972 habitantes. Os indivíduos do sexo masculino constituem 51% da população e os do sexo feminino 49%. Uttar Goara tem uma taxa de literacia de 63%, superior à média nacional de 59,5%: a literacia no sexo masculino é de 71% e no sexo feminino é de 55%. Em Uttar Goara, 12% da população está abaixo dos 6 anos de idade.